# Fittkauhelea amazonica
Fittkauhelea amazonica är en tvåvingeart som beskrevs av Wirth och Blanton 1970. Fittkauhelea amazonica ingår i släktet Fittkauhelea och familjen svidknott. Inga underarter finns listade i Catalogue of Life.